# Cosmosoma bura
Cosmosoma bura là một loài bướm đêm thuộc phân họ Arctiinae, họ Erebidae.